# Tragedia en la colonia Málaga
La Tragedia en la colonia Málaga (también conocida como la tragedia de la Málaga o simplemente la Málaga) fue un hecho ocurrido el jueves 3 de julio de 2008 en la colonia Málaga de San Salvador, El Salvador, alrededor de las 20:45. causó la muerte de al menos 32 personas y solo hubo 1 superviviente. El hecho ocurrió debido a un desborde del río Acelhuate, que pasa por San Salvador. el autobús quedó atrapado cuando pasaba por el lugar.

## Desarrollo
En la tarde del jueves 3 de julio de 2008 un autobús del año 1987 y que no tenía tarjeta de circulación al haber vencido su vida útil de 20 años, salió de la Iglesia Misión Cristiana Elim en Ilopango en su recorrido habitual hasta que una lluvia de más de media hora de duración los sorprendió en pleno camino al llegar a la colonia Málaga de San Salvador. Aproximadamente a las 20:45, cuando el autobús se encontraba sobre la calle Monserrat, a la par del arenal del mismo nombre se provocó una fuerte corriente del río que empezó a arrastrar al bus. El motorista intentó detener el autobús en un poste. Las personas intentaron amarrar el vehículo al poste, pero la cuerda se rompió por la fuerza del agua. Dos jóvenes, Melvin Agustín y Fabricio Rubén Montoya de 16 años de edad, se subieron al techo del autobús parcialmente submergido; el segundo es el único que logró salvarse al lanzarse hacia una vivienda.
Después de las 23:00, cuando la corriente ya había bajado un poco se encontraron los restos del autobús envueltos en el soporte de un puente a más de 300 metros de donde había caído al arenal, cerca de la 13 avenida sur y final de la calle a Monserrat. Inicialmente se confirmó un muerto que estaba atorado en los restos del autobús totalmente aplastado.

### Rescate de los cuerpos
Al día siguiente se recuperaron los restos del autobús y los bomberos comenzaron con las labores de rescate. Los cuerpos fueron encontrados río abajo en los municipios de Soyapango, Apopa, Guazapa, Aguilares y Colima, en la confluencia del río Acelhuate y Lempa. Algunos fueron encontrados en el Lago Suchitlán. Los cuerpos del joven Melvin, María Isabel Pérez y de Brandon Ortiz de 11 años no fueron encontrados.

## Memorial
En cada aniversario del accidente desde que ocurrió, la iglesia organiza cultos en honra a la memoria de las víctimas en el lugar de donde el autobús fue arrastrado. En este sitio también se creó un memorial en 2012 y murales en honor a la memoria de las víctimas del accidente.